# Чаргали
Чаргали (груз. ჩარგალი) — село в Душетском муниципалитете в Грузии. Расположено на северо-западном склоне хребта, в долине левого притока Пшавской Арагви — Чарглулы, на высоте 1200 м. Через село проходит дорога, соединяющая Военно-Грузинскую дорогу с историческим районом Хевсурети.

## История
В 1956 году около села Чаргали на прилежной территорий реки Арагви геологи начали поиск минеральной воды, похожей на Боржоми.

## Достопримечательности

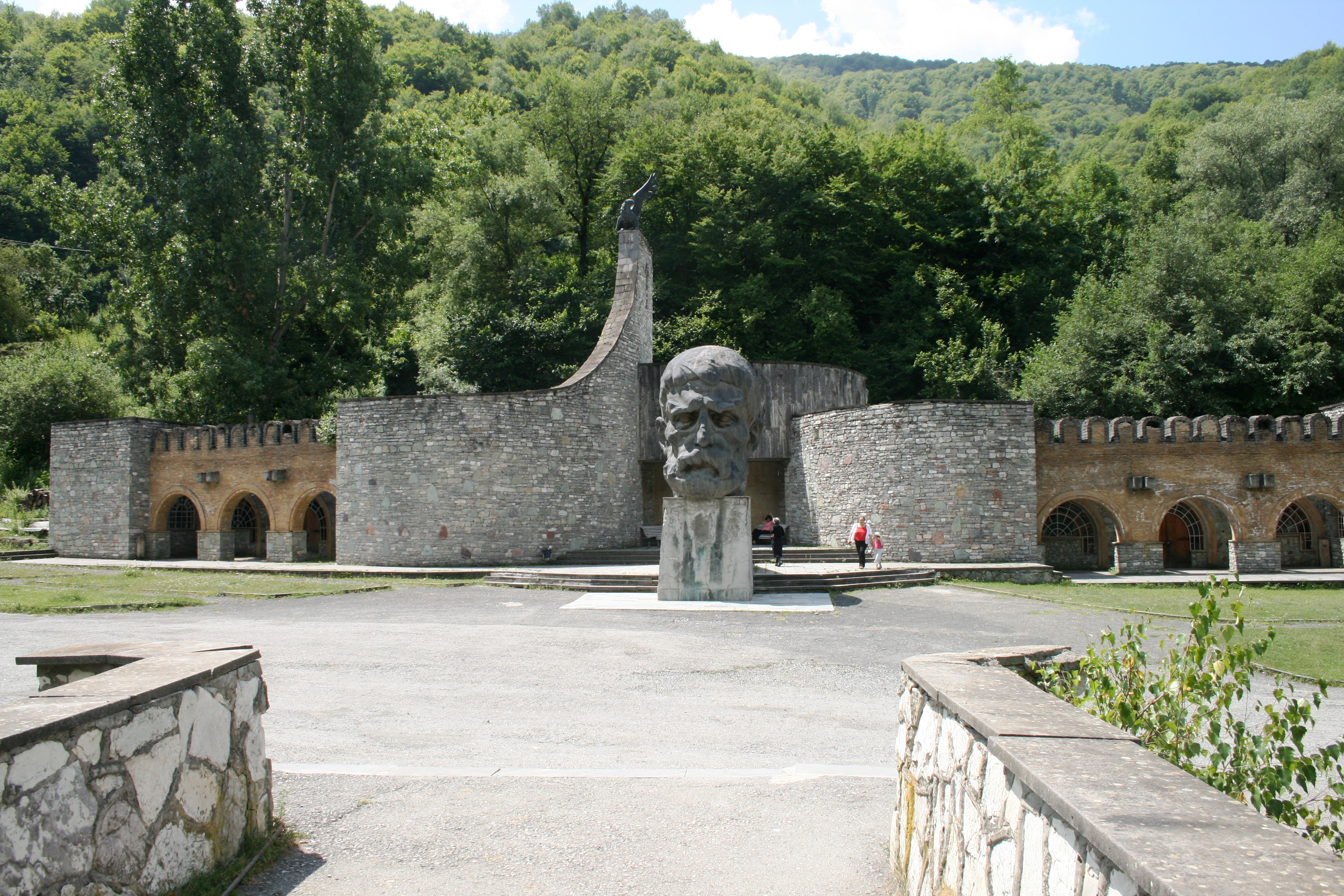
Мемориал Важи-Пшавелы
Проводится традиционный фестиваль «Vazhaoba»

## Известные жители
Село — родина известных грузинских писателей Разикашвили.
14 [26] июля 1861 года родился Важа-Пшавела — классик грузинской литературы.